# Ctenucha luteoscapus
Ctenucha luteoscapus är en fjärilsart som beskrevs av Berthold Neumoegen och Dyar 1893. Ctenucha luteoscapus ingår i släktet Ctenucha och familjen björnspinnare. Inga underarter finns listade i Catalogue of Life.